# Legenda o Sennej Kotlinie

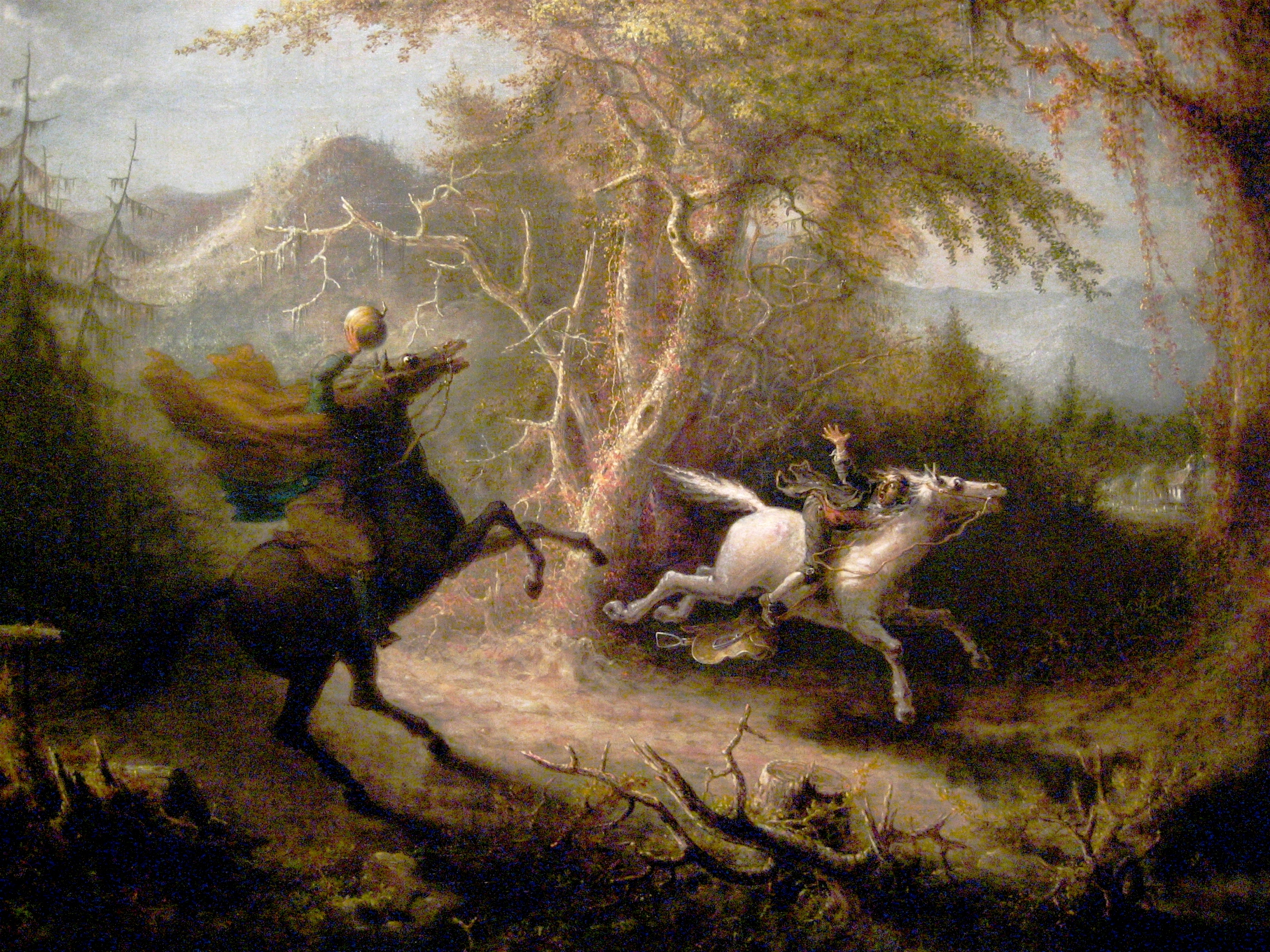
Jeździec bez głowy ścigający Ichaboda Crane’a, mal. John Quidor, 1858

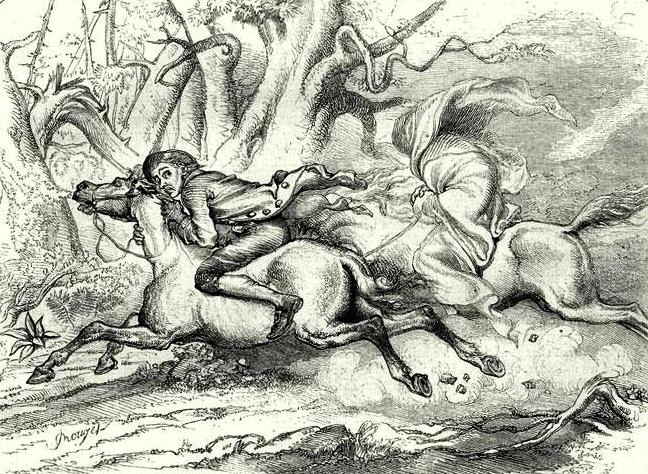

Legenda o Sennej Kotlinie (ang. The Legend of Sleepy Hollow) – opowiadanie Washingtona Irvinga wydane w 1820 w zbiorze Szkicownik.
Na język polski Legendę o Sennej Kotlinie przełożyła Wacława Komarnicka, opowiadanie znalazło się w wydanym przez Naszą Księgarnię w 1966 i wielokrotnie wznawianym zbiorze Rip Van Winkle i inne opowiadania z ilustracjami Jana Marcina Szancera.

## Fabuła
Opowiadanie przedstawia historię Ichaboda Crane’a, młodego nauczyciela, który przybył do Sennej Kotliny (ang. Sleepy Hollow) w celu nauczania w tamtejszej szkole. Zakochuje się on w córce miejscowego farmera Katarzynie Van Tassel, o której względy konkuruje również osiłek Brom Van Brunt zwany „Bromem Wielkoludem”. Podczas przyjęcia w domu Van Tasselów obaj starają się zdobyć uznanie dziewczyny – Ichabod przez taniec i śpiew, a Brom przez opowieści o swoich wyczynach, m.in. spotkaniu z legendarnym upiorem, Jeźdźcem Bez Głowy. Crane nie wierzy jednak w siły nadprzyrodzone opisywane przez konkurenta. Po opuszczeniu przyjęcia spotyka upiora i znika w niewyjaśnionych okolicznościach.

## Ekranizacje
Na podstawie Legendy o Sennej Kotlinie Tim Burton nakręcił w 1999 film Jeździec bez głowy. W filmie Ichabod Crane jest policjantem (Johnny Depp), który przybywa do miasteczka Sleepy Hollow w celu rozwiązania sprawy kilku morderstw. Historię Ichaboda Crane’a przedstawia też film Disneya Przygody Ichaboda i Pana Ropucha.
Na motywach utworu powstał serial telewizyjny Jeździec bez głowy wyprodukowany przez Fox Broadcasting Company. Odcinek pilotażowy został wyświetlony 16 września 2013 roku na amerykańskim kanale Fox.